# Tlustokožci
Tlustokožci (Pachydermata z řeckých slov παχύς – pachys – tlustý a δερμα – derma – kůže) je souhrnné označení pro některá zvířata, která mají velmi tlustou kůži. Pojem vymyslel v 19. století francouzský zoolog Georges Cuvier, ale protože je to nepřirozený, tzv. polyfyletický taxon, jedná se z hlediska biologické systematiky o pojem zastaralý a překonaný, a moderní věda se jej tedy nesnaží přesně definovat, protože ho nepotřebuje a nepoužívá. Neodpovídá totiž skutečným vývojovým vztahům mezi zmíněnými skupinami savců. Proto byl již na konci 19. století jako oficiální a platný vědecký termín zcela opuštěn.
Obvykle se za tlustokožce označovali:
- hrochovití – např. hroch
- chobotnatci – např. slon
- nosorožcovití – např. nosorožec